# Alwin Schmundt
Alwin Hugo Ernst Gerhard Schmundt (né le 26 mai 1853 à Mühlhausen et mort le 3 juillet 1940) est un lieutenant général prussien.

## Biographie
Schmundt est le fils du chirurgien général Julius Schmundt (de) et de son épouse Germine, née Wahl. Après le lycée de Breslau, où il obtient son Abitur, il commence sa carrière militaire le 1er octobre 1873 dans le 5e bataillon de chasseurs à pied (de) de l'armée prussienne à Görlitz. La même année, il rejoint en tant que sous-lieutenant le 6e bataillon de chasseurs à pied (de) à Œls. En 1882, il est promu premier lieutenant. Il étudie ensuite l'Académie de guerre jusqu'en 1885, puis sert dans le 1er bataillon de chasseurs à pied à Ortelsburg.
En 1889, Schmundt devient capitaine et commandant de compagnie au sein du 10e bataillon de chasseurs à pied (de) à Goslar. En 1897, il sert comme major dans le 28e régiment d'infanterie et devient deux ans plus tard commandant de bataillon. En 1901, il est nommé commandant du 14e bataillon de chasseurs à pied (de). En 1904, il est promu lieutenant-colonel et le 27 janvier 1907 colonel. À ce titre, Schmundt est nommé commandant le 22 mars 1907 du 142e régiment d'infanterie à Mulhouse. Du 27 janvier au 18 décembre 1911, il commande en tant que major général la 58e brigade d'infanterie et est ensuite employé dans le même rôle à la 5e brigade d'infanterie de la Garde Le 22 mars 1913, il est promu lieutenant général et nommé commandant de la 20e division d'infanterie à Hanovre.
Après le déclenchement de la Première Guerre mondiale, Schmundt dirige initialement cette grande unité lors de l'envahissement de la Belgique neutre. Là, il participe à la prise de Liège et à la bataille de Namur, avant que la division n'avance plus en France et combatte dans la bataille de Saint-Quentin. En septembre 1914, il abandonne sa division et prend le commandement de la 19e division de remplacement, avec laquelle il est utilisé dans la guerre des tranchées sur le front occidental. Il est marié avec Margareta, née Mangelsdorff, depuis 1887.